# Zofia Kurzowa
Zofia Kurzowa z domu Kawynówna (ur. 16 kwietnia 1931 we Lwowie, zm. 4 maja 2003) – językoznawca; badaczka słowotwórstwa polskiego i polszczyzny kresowej.

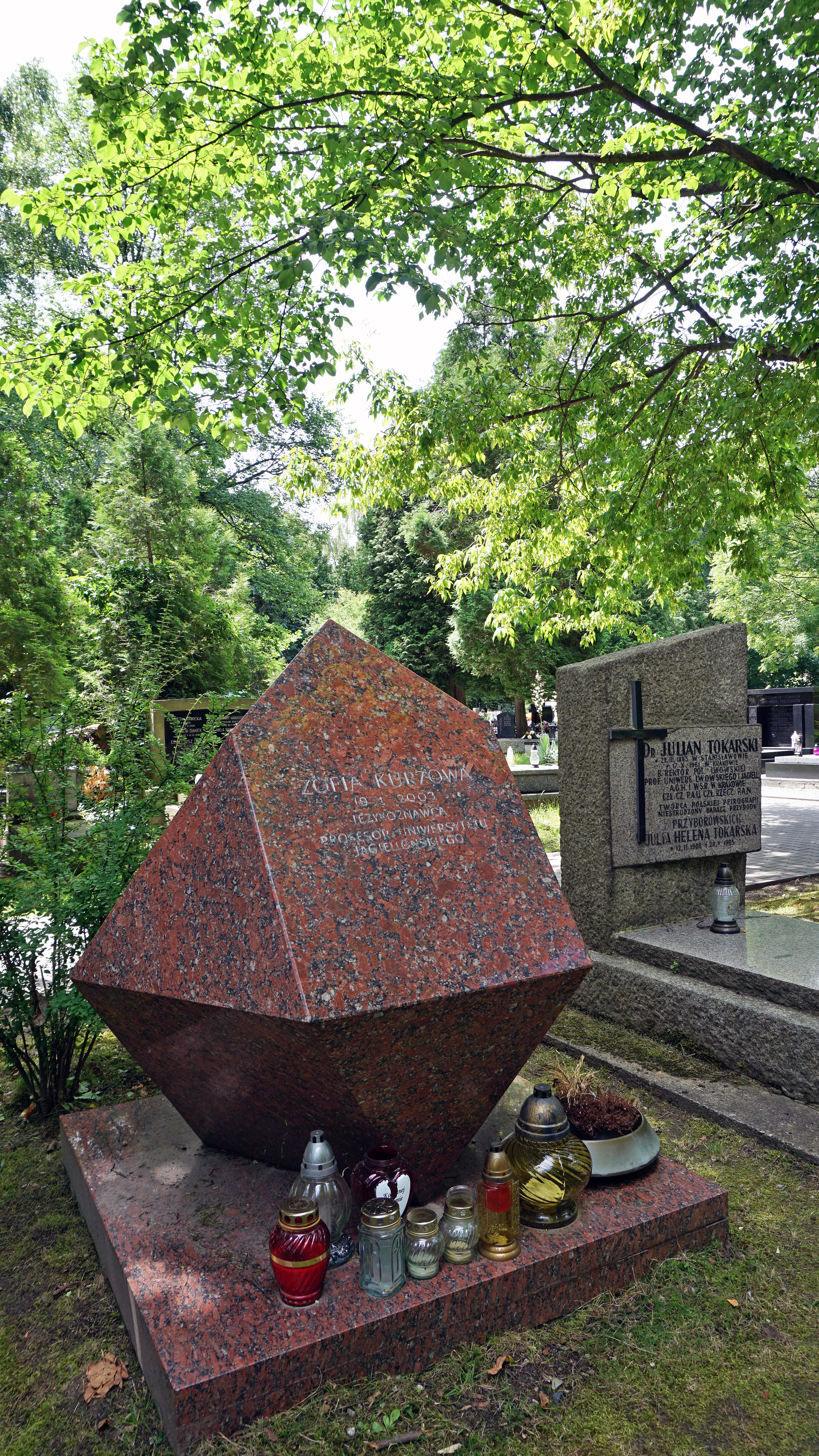
Grób Zofii Kurzowej w alei zasłużonych cmentarza Rakowickiego w Krakowie

## Życiorys
Córka Stefana Kawyna, historyka literatury polskiej. Studiowała polonistykę na Uniwersytecie Jagiellońskim (1950–1955), obroniła doktorat 1962, habilitowała się w 1970, 1975 z tytułem prof. nadzwyczajnego, 1985 prof. zwyczajny; od 1978 wieloletni kierownik Zakładu (potem Katedry) Współczesnego Języka Polskiego  Instytutu Filologii Polskiej UJ.
Autorka i redaktorka słowników (m.in. „Słownik synonimów polskich”), a także książek o polszczyźnie Lwowa i Kresów. 
Odznaczona m.in. Krzyżem Kawalerskim Orderu Odrodzenia Polski i Medalem Komisji Edukacji Narodowej, laureatka nagród resortowych.
Została pochowana w alei zasłużonych krakowskiego cmentarza Rakowickiego (kwatera LXVII-płn. 1-10).

## Książki
- Zofia Kurzowa: Polskie rzeczowniki męskie na -o na tle słowiańskim. Wrocław: Zakład Narodowy im. Ossolińskich, 1970, s. 161. ISBN 83-01-04570-1.
- Zofia Kurzowa: Badania nad językiem telewizji polskiej. Studia metodologiczne i opisowe. Warszawa: Wydawnictwa Radia i Telewizji, 1985. ISBN 83-212-0327-2. Brak numerów stron w książce
- Zofia Kurzowa: Polszczyzna Lwowa i Kresów Południowo-Wschodnich do 1939 roku. Warszawa: Państwowe Wydawnictwo Naukowe, 1983. ISBN 83-01-04570-1. Brak numerów stron w książce
- Jerzy Habela, Zofia Kurzowa: Lwowskie piosenki uliczne, kabaretowe i okolicznościowe do 1939. Polskie Wydawnictwo Muzyczne, 1989, s. 340. ISBN 83-224-0386-0.
- Zofia Kurzowa: Słownik minimum języka polskiego. 1992, s. 215.
- Zofia Kurzowa: Polszczyzna Lwowa i Kresów Południowo-Wschodnich do 1939 roku. T. 1. Kraków: Universitas, 2006, s. 444, seria: Prace językoznawcze. ISBN 83-242-0656-6.
- Zofia Kurzowa: Język polski Wileńszczyzny i Kresów północno-wschodnich XVI-XX w.. T. 2. Kraków: Universitas, 2006, s. 782, seria: Prace językoznawcze. ISBN 83-242-0738-4.
- Zofia Kurzowa: Ze studiów nad polszczyzną kresową. Wybór prac. T. 3. Kraków: Universitas, 2007, s. 518, seria: Prace językoznawcze. ISBN 97883-242-0683-4.
- Zofia Kurzowa: Z przeszłości i teraźniejszości języka polskiego. T. 4. Kraków: Universitas, 2007, s. 728, seria: Prace językoznawcze. ISBN 97883-242-0691-9.